# Synanthedon beutenmuelleri
Synanthedon beutenmuelleri is een vlinder uit de familie wespvlinders (Sesiidae), onderfamilie Sesiinae.
Synanthedon beutenmuelleri is voor het eerst wetenschappelijk beschreven door Heppner & Duckworth in 1981. De soort komt voor in het Afrotropisch gebied.